# Vladimír Svačina
Vladimír Svačina (* 28. dubna 1987, Studénka) je český hokejový útočník. Většinu kariéry strávil ve Vítkovicích.

## Hráčská kariéra
- 2004/2005 Mississauga IceDogs (OHL)
- 2005/2006 Mississauga IceDogs (OHL)
- 2006/2007 HC Sareza Ostrava (1. liga)
- 2007/2008 HC Vítkovice Steel ELH
- 2008/2009 HC Vítkovice Steel ELH
- 2009/2010 HC Vítkovice Steel ELH
- 2010/2011 HC Vítkovice Steel ELH
- 2011/2012 HC Vítkovice Steel ELH
- 2012/2013 HC Vítkovice Steel ELH
- 2013/2014 HC Vítkovice Steel ELH
- 2014/2015 HC Vítkovice Steel ELH
- 2015/2016 HC Oceláři Třinec ELH
- 2016/2017 Bíli Tygři Liberec ELH (hostování z HC Oceláři Třinec)
- 2017/2018 HC Oceláři Třinec ELH
- 2018/2019 HC Oceláři Třinec ELH
- 2019/2020 HC RT TORAX Poruba 2011, HC Kometa Brno, HC Dynamo Pardubice ELH
- 2020/2021 HC Dynamo Pardubice ELH, HC Vítkovice Ridera ELH
- 2021/2022 HC Vítkovice Ridera ELH, HC Frýdek-Místek, HC Oceláři Třinec
- 2022/2023 HC Oceláři Třinec ELH
- 2023/2024 HC Frýdek-Místek
- 2024/2025 HC Frýdek-Místek